# 陳懿德 (嘉靖進士)
陳懿德（1533年—1585年），字伯求，號泰巖，直隸松江府華亭縣人，民籍，明朝政治人物。

## 生平
嘉靖三十一年（1552年）壬子科應天府鄉試第十七名舉人。嘉靖四十四年（1565年）中式乙丑科二甲第三十四名進士。吏部观政，改翰林院庶吉士，隆慶元年（1567年）三月授本院编修，三年四月降汝州判官，八月升延平府推官，四年五月升刑部主事，十一月改尚宝司丞，六年致仕。万历十三年卒。

## 家族
曾祖陳適；祖父陳臣；父陳珏，封编修；母杜氏，封孺人。弟天德（庠生）、九德、懋德。